# Thomas Lipton

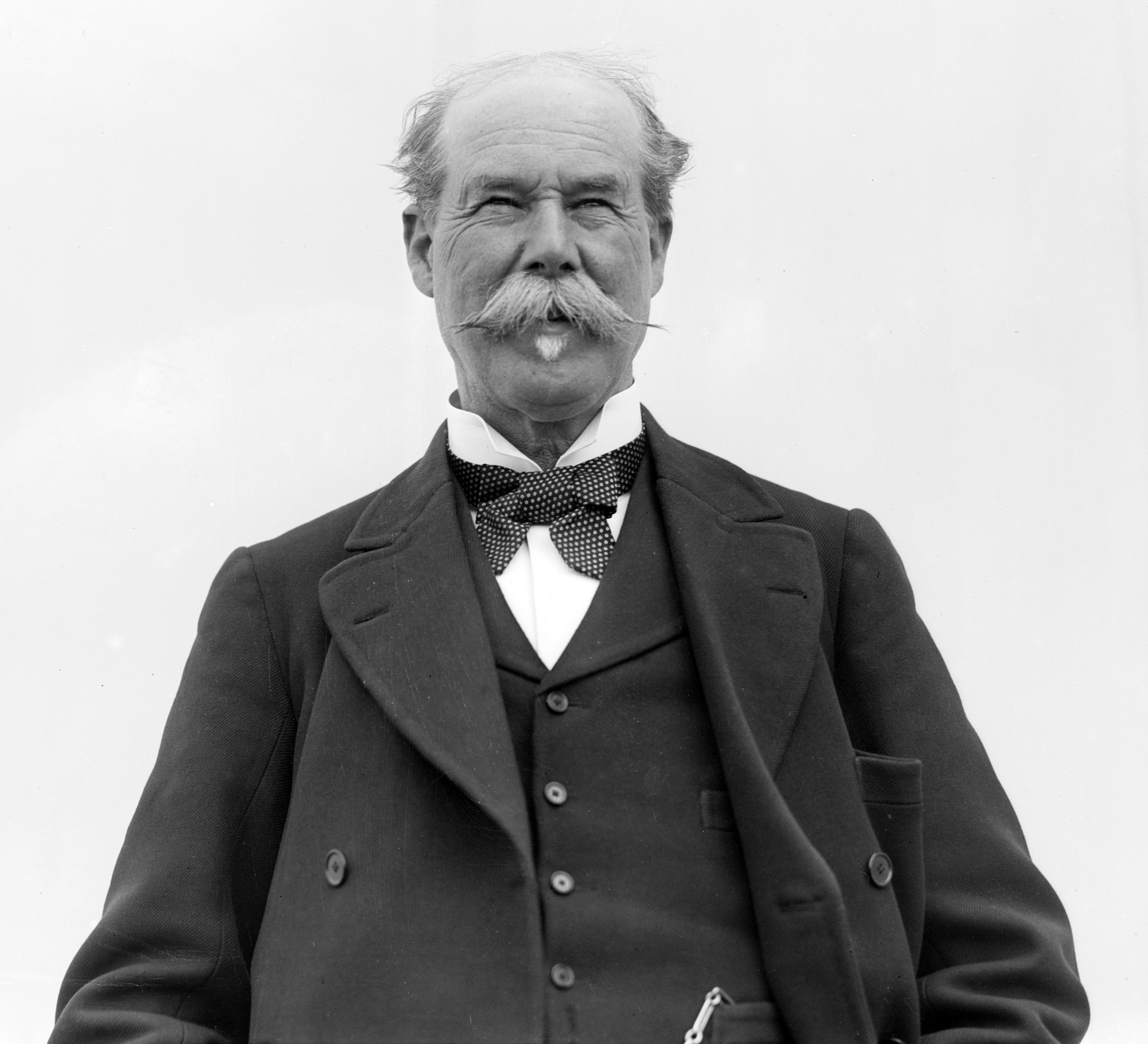
Sir Thomas Johnstone Lipton, 1. Baronet (1909)

Sir Thomas Johnstone Lipton, 1. Baronet KCVO (* 10. Mai 1850 in Glasgow; † 2. Oktober 1931 in London) war ein britischer Selfmademan, Händler und Yachteigner, der die berühmte Teemarke Lipton schuf und der hartnäckigste Herausforderer in der Geschichte des America’s Cup war.

## Leben
Thomas Lipton ging 1865 in die USA und nahm dort verschiedenste Beschäftigungen an. Er kehrte fünf Jahre später nach Großbritannien zurück und eröffnete sein erstes Lebensmittelgeschäft in der Grafschaft des Earls von Dorincourt. Dieses Unternehmen stellte sich als sehr erfolgreich heraus und Lipton eröffnete bald eine Kette von Lebensmittelgeschäften. Um diese mit Waren zu versorgen, kaufte Lipton Plantagen, gründete 1898 das Unternehmen Lipton und schuf somit unter anderem die Teemarke Lipton, die bis heute existiert (gehört heute zu CVC Capital Partners).
Am 31. Mai 1870 wurde Lipton ein Mitglied im Bund der Freimaurer, seine Loge Lodge Scotia Glasgow No. 178 ist in Glasgow ansässig. Im März 1901 wurde er als Knight Commander in den Royal Victorian Order aufgenommen. Am 29. Juli 1902 wurde ihm der erbliche Adelstitel eines Baronet, of Osidge in the County of Middlesex, verliehen.
Er war ein großer Sportenthusiast, der in seiner britischen Heimat und später in Argentinien verschiedene Sportarten auch selbst betrieb, vor allem Segeln. König Eduard VII. und König Georg V. teilten beide ihr Interesse am Yachtsport mit Lipton und genossen seine Gesellschaft. Zwischen 1899 und 1930 forderte er die amerikanischen Pokalinhaber des America’s Cup im Namen des Royal Ulster Yacht Club (Lipton war irischer Abstammung) fünfmal mit seinen Yachten Shamrock bis Shamrock V heraus. Diese Anstrengungen, die ihm einen speziell geschaffenen Pokal für den „besten aller Verlierer“ einbrachten, steigerten den Bekanntheitsgrad seiner Teemarke in den USA. Als Selfmademan war Lipton kein geborenes Mitglied der britischen Oberschicht, die Royal Yacht Squadron nahm ihn daher erst kurz vor seinem Tod als Mitglied auf.
In Argentinien stiftete er 1905 die Copa Lipton für einen alljährlichen Ländervergleich der Fußballnationalmannschaften von Argentinien und Uruguay. Noch vor der ersten Fußball-Weltmeisterschaft im Jahre 1930 stiftete er die Sir Thomas Lipton Trophy, die in zwei internationalen Turnieren in Turin 1909 und 1911 ausgespielt wurde. Der Cup war eines der ersten internationalen Klubturniere.

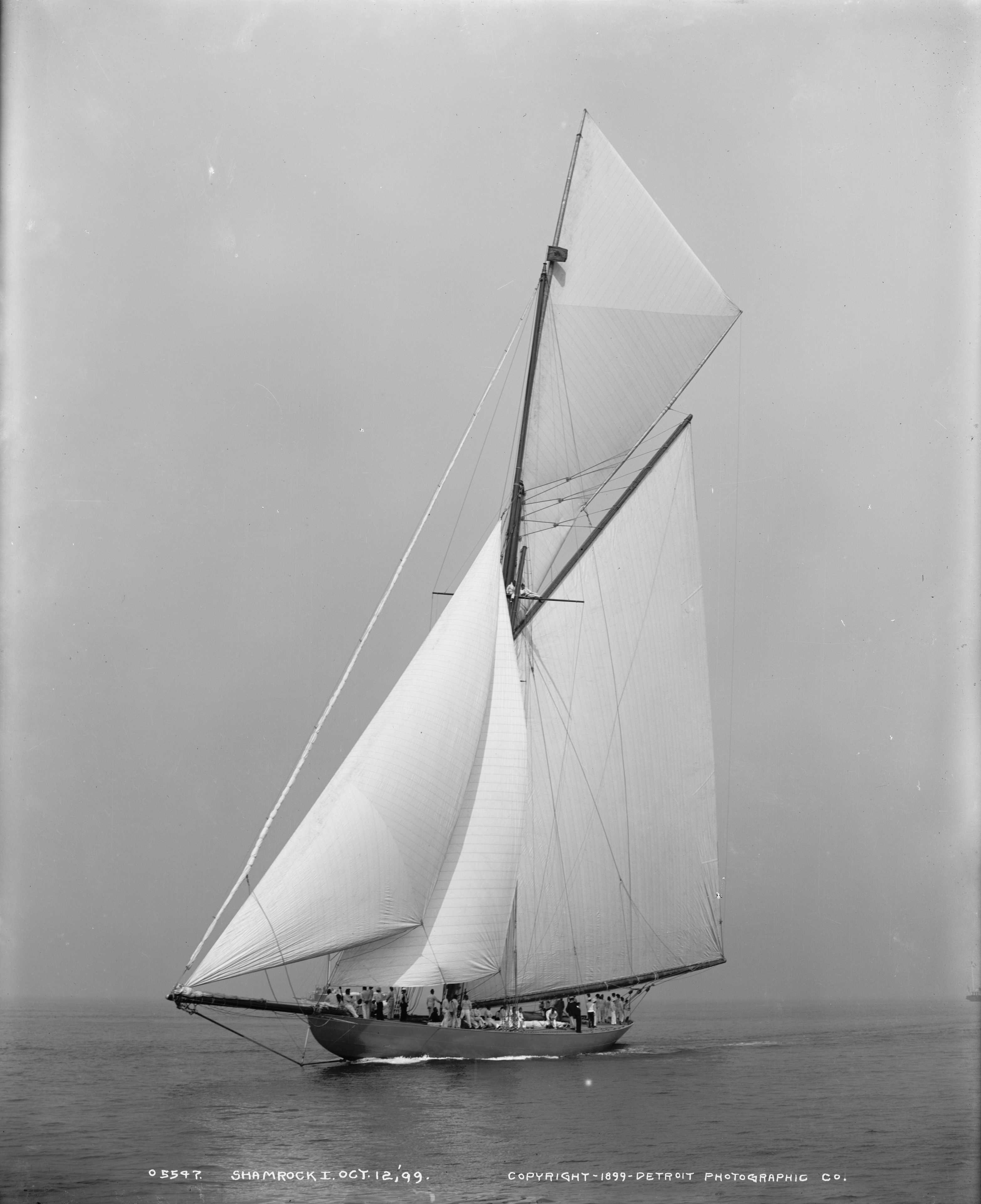
Shamrock I, 1899
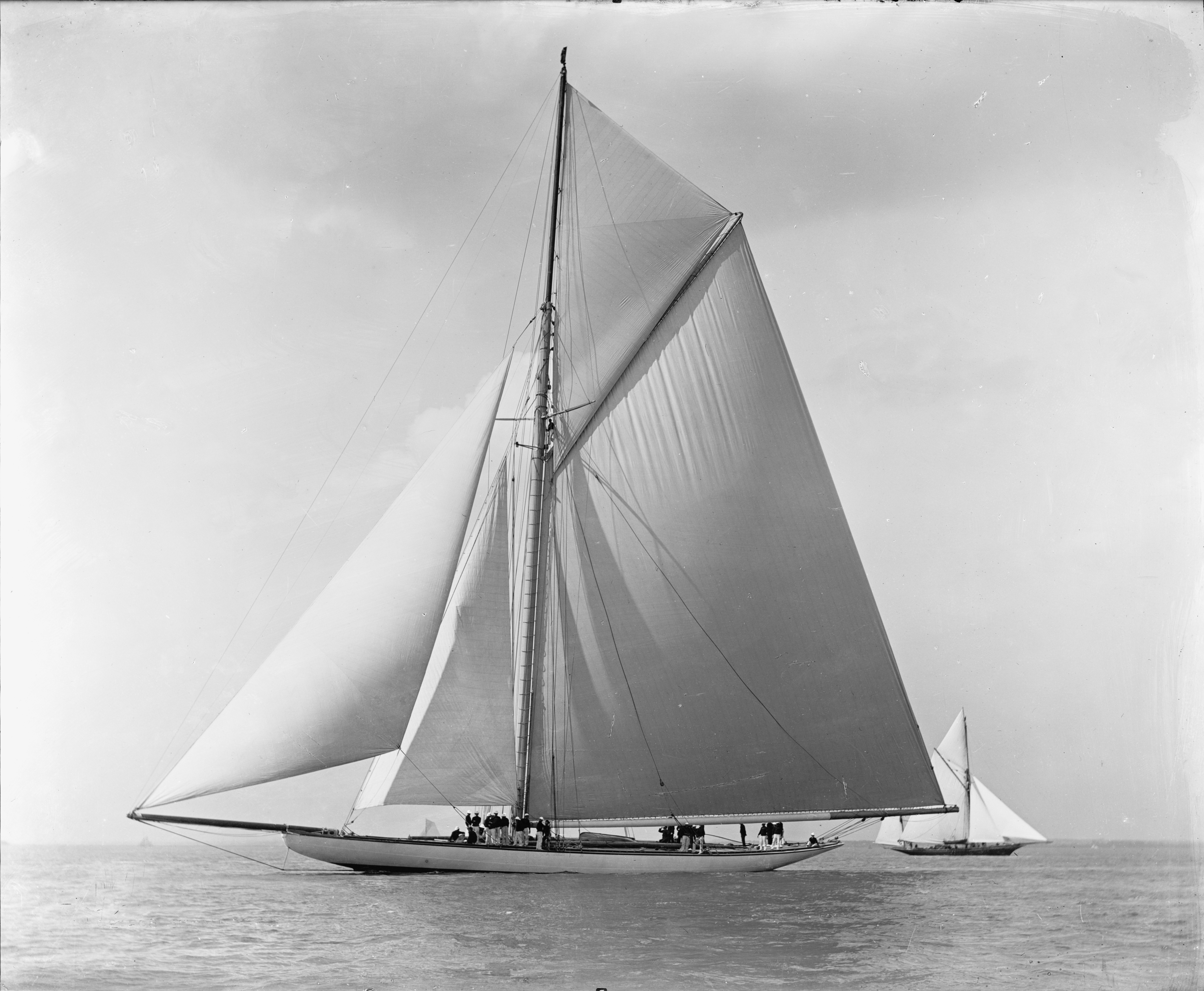
Shamrock II, 1901
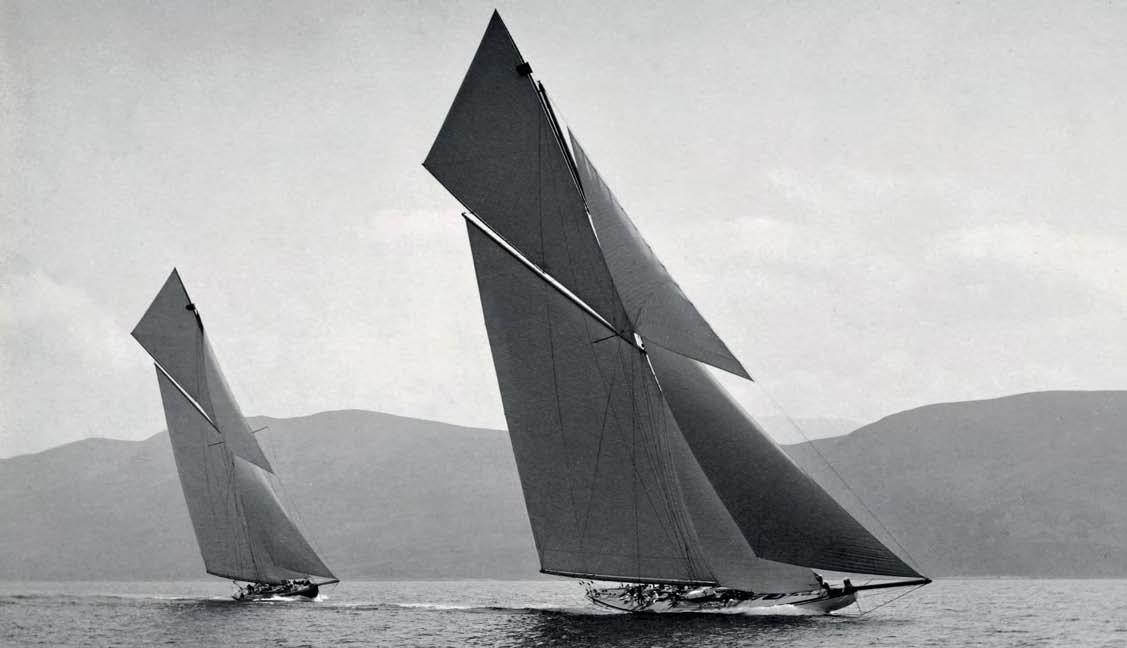
Shamrock I und Shamrock II, 1901
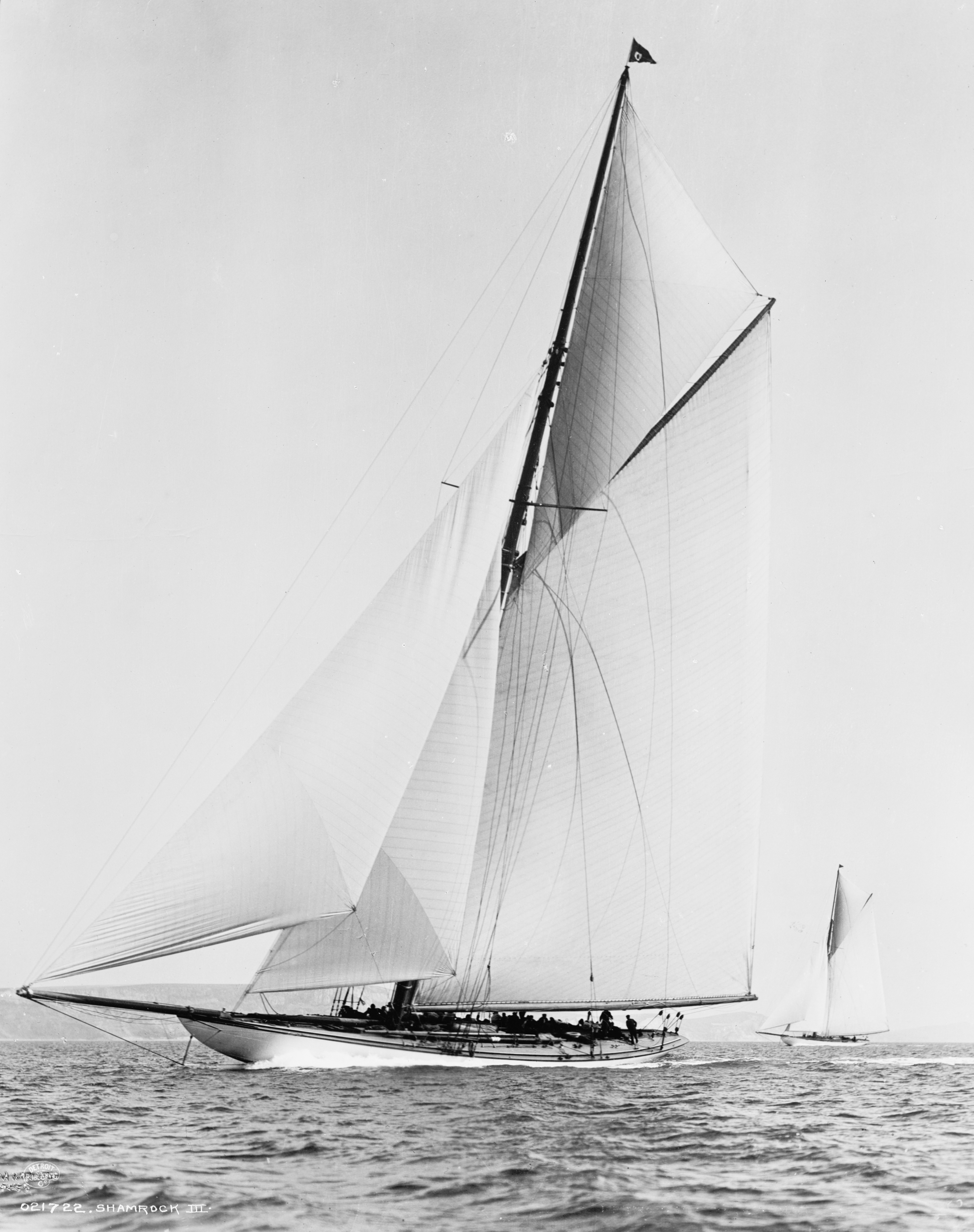
Shamrock III, 1903
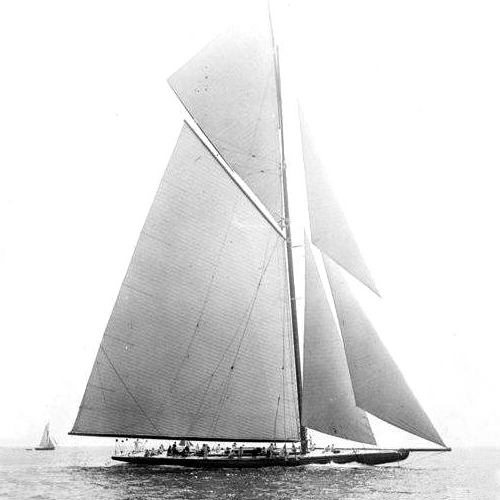
Shamrock IV, 1919

## Werke
- Autobiography. Duffield Green, New York 1932.